# Plombierzange
Eine Plombierzange ist eine Zange zum Zusammenpressen einer Plombe. Die Zange besitzt zwei Stempel mit etwa 8 bis 12 mm Durchmesser, die sich beim Plombieren auf Ober- und Unterseite der Plombe einprägen.
Sie wird zum Beispiel beim Verplomben von Containern im internationalen Zollverkehr eingesetzt.
Sie ist meistens als Handzange, aber auch mit pneumatischem Antrieb gebräuchlich.